# Anders Murud
Anders Murud (ur. 7 września 1989 r.) – norweski narciarz, specjalista narciarstwa dowolnego. Nie startował na mistrzostwach świata ani na igrzyskach olimpijskich. Najlepsze wyniki w Pucharze Świata osiągnął w sezonie 2005/2006, kiedy to zajął 54. miejsce w klasyfikacji generalnej, a w klasyfikacji halfpipe'a był piąty.

## Sukcesy

### Miejsca w klasyfikacji generalnej
- 2005/2006 – 54.

### Miejsca na podium
1. Apex – 17 marca 2006 (Halfpipe) – 2. miejsce